# Rev (proteína viral)

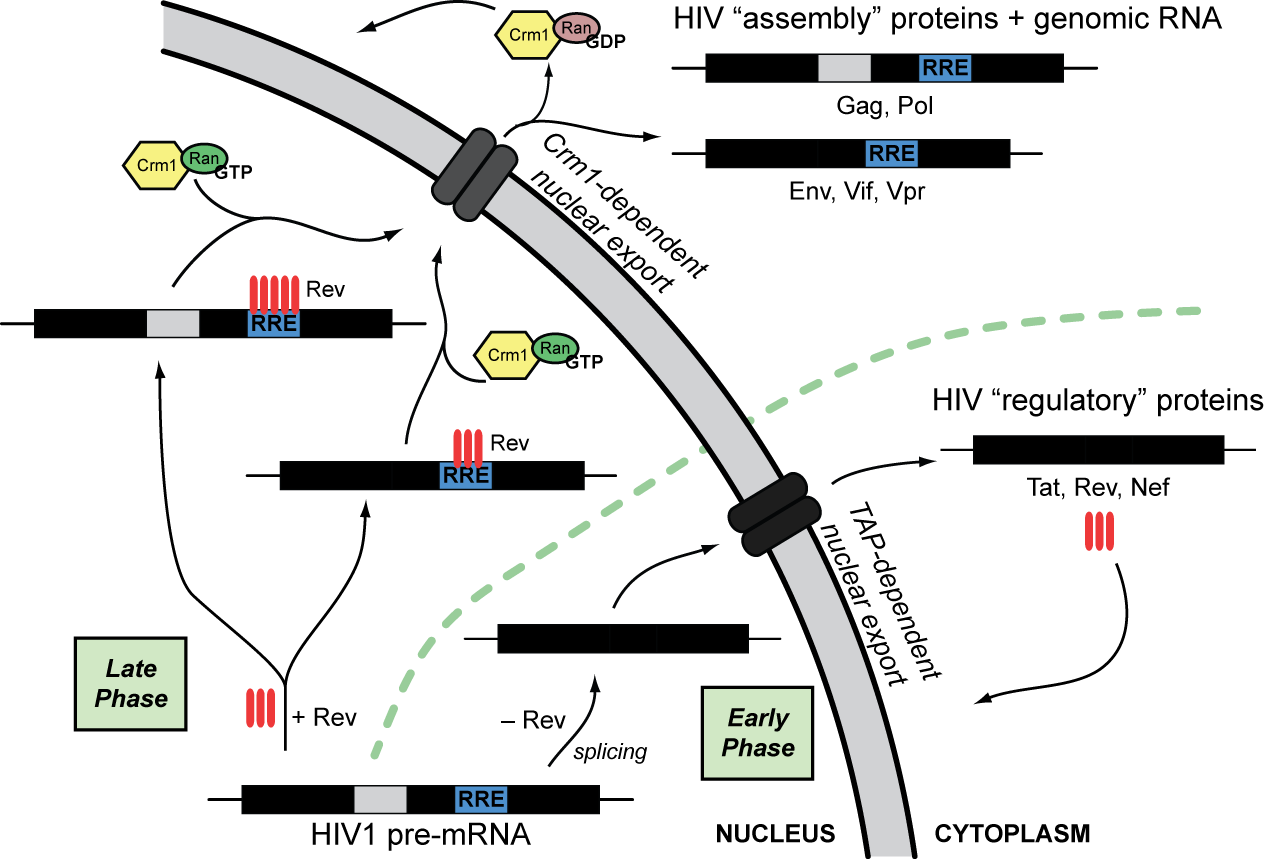
Rev-mediated HIV mRNA transport. Rev (en rojo) se une al elemento RRE (en azul) para exportar el ARNm del VIH del núcleo al citoplasma.

Rev es un gen del virus de inmunodeficiencia humana (VIH). El nombre de esta proteína deriva de Regulator of Virion (regulador del virión, en inglés). La proteína producida por el gen Rev permite la exportación del núcleo al citoplasma de fragmentos del ARNm (ARN mensajero) que contienen el elemento RRE.
En ausencia del gene Rev, el ARN de la célula huésped se empalma con el ARN del virus, de modo que sólo puede producir las proteínas reguladoras más pequeñas. Una vez que se produce Rev, el ARN se exporta al citoplasma antes de fusionarse. De esta manera inicia la producción de las proteínas estructurales y el genoma del ARN viral. 
El mecanismo desencadenado por Rev consiste en un bucle de retroalimentación positiva que permite al VIH abrumar la defensa de su huésped y regula el tiempo disponible para la replicación del virus. Este es un proceso común en las infecciones virales.